# 10 Hudson Yards
10 Hudson Yards, também conhecido como Torre Sul, é um edifício de escritórios que foi concluído em 2016 em West Side, Manhattan, Nova Iorque. Localizado perto de Hell's Kitchen, Chelsea e da área da Penn Station, o prédio é parte do projeto de revitalização urbana Hudson Yards, que desenvolveu o pátio West Side da MTA. Durante seu planejamento, o edifício era conhecido como Torre C.

## História

### Construção
O Hudson Yards foi concebido em plano geral feito pela Kohn Pedersen Fox Associates, quando concluído consistirá em 16 arranha-céus, com mais de 1 180 000 m2 de escritórios, residências e espaços comerciais. O complexo terá 560 000 m2 de escritórios empresariais, um centro comercial de 70 000 m2, com dois andares de restaurantes, cafeterias, mercados e bares, um hotel, um centro cultural, cerca de 5.000 residências, uma escola para 750 alunos e uma praça de 5,7 hectares. É esperado que o 10 Hudson Yards, o primeiro edifício do complexo, atraia visitantes para a área.

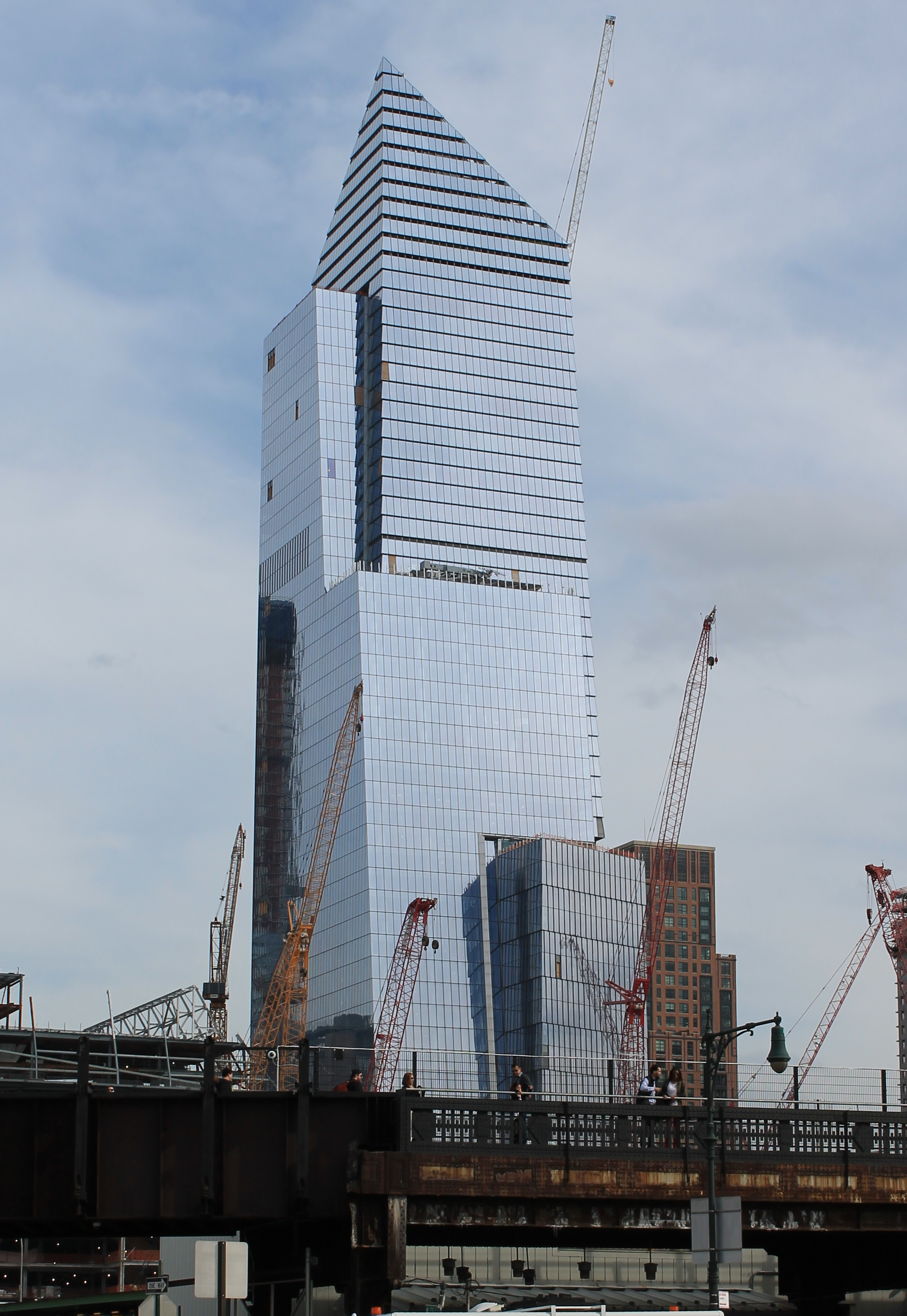
Visto em março de 2016

A pedra fundamental foi colocada em 4 de dezembro de 2012, com uma conclusão esperada para 2016. As obras na fundação continuou na primeira metade de 2013 e os trabalhos na super-estrutura começou na torre em agosto de 2013. Durante as obras de escavação, 54 000 m3 de solo foi removido e 8 400 m3 de concreto foi usado. O contrato para construir o prédio foi ganho por uma subsidiária da Tutor Perini em março de 2013. O edifício é a primeira torre do complexo do Hudson a ser concluído, porque é o único prédio do complexo que não é apoiado sobre plataformas sob o pátio West Side da MTA.
Em março de 2014, o 10 Hudson Yards já tinha chegado a mais de 30 m de altura. Em fevereiro de 2015, o edifício já tinha 27 andares de altura e em abril do mesmo ano, dois terços dos andares da torre já tinham sido construídos. Em novembro de 2015, o 10 Hudson Yards tinha sido estruturalmente concluído. O edifício foi aberto em 31 de maio de 2016, com os primeiros 300 empregados da Coach, Inc. se mudando para a torre.
A fachada sul do 10 Hudson Yards localiza-se acima do ramal da 30th Street da High Line, e uma das entradas do edifício será pela High Line. A firma de arquitetura que projetou o 10 Hudson Yards foi a Kohn Pedersen Fox. Em janeiro de 2019, os desenvolvedores do empreendimento anunciaram uma escultura de 9,1 m de comprimeto do artista norte-americano, feita para o saguão oeste.

### Ocupação
Os primeiros inquilinos assinaram os contratos em abril de 2013. O edifício tem como principal locatário a Tapestry, inc., que mantém sua sede global no prédio, ocupando 68 541 m2, entre os andares 9 e 24. A empresa comprou seu espaço no edifício por meio de uma transação complexa com a Related que envolveu a compra do espaço no prédio por cerca de US$750 milhões, enquanto que simultaneamente vendia sua antiga sede na 516 West 34th Street para que a Related pudesse erguer algumas partes do 50 Hudson Yards e do parque e bulevar Hudson em seu lugar. O espaço da Coach inclui um átrio de 15 andares, salas de reunião com vista para o High Line, uma cafeteria privativa e um grande terraço com vistas para o rio Hudson. A Coach foi a primeira inquilina a ocupar o novo edifício, em 31 de maio de 2016. Em setembro de 2017, a Coach sublocou um espaço de 13 700 m2 para a The Guardian Life Insurance Company of America.

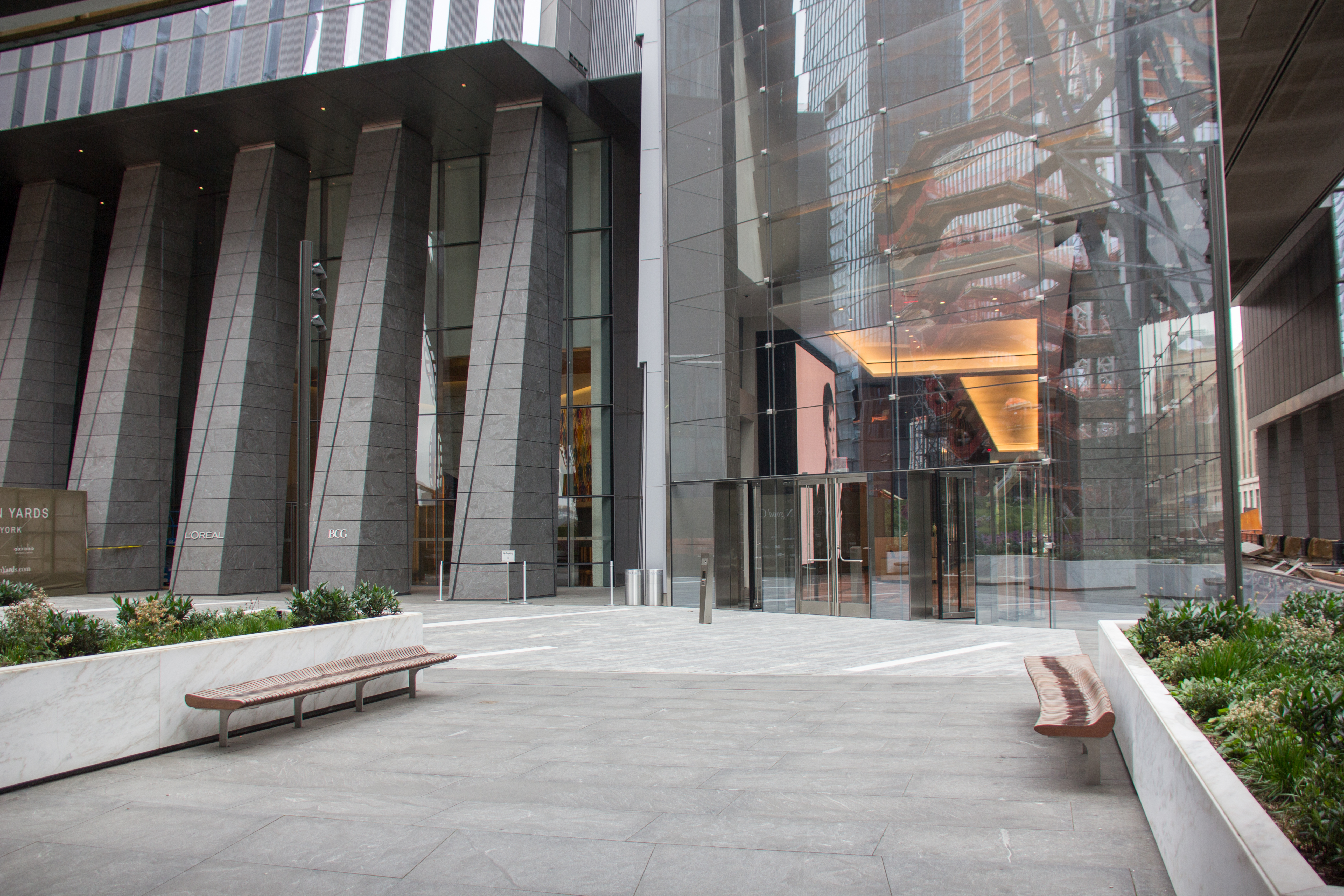
Entrada do edifício

No total, o edifício foi projetado para acomodar cerca de 7 000 empregados. Outros inquilinos incluem a L'Oreal USA, o Boston Consulting Group, a SAP e a Intersection, ocupando 37 000 m2, 17 957,7 m2, 10 700 m2 e 6 200 m2 respectivamente. A VaynerMedia ocupa o 25º andar do edifício.
Também haverá espaços comerciais na base do edifício comercial ao norte do 10 Hudson Yards. Esse edifício será projetado pela Elkus Manfredi Architects. A Fairway, uma mercearia local, irá construir uma loja nos primeiros andares do prédio, ocupando 4 262 m2. Além disso, o chef espanhol José Andrés irá ter um mercado culinário chamado de Mercado Little Spain que terá um bar de vinhos, um bar de coquetéis e 15 quiosques servindo diferentes tipos de tapas. Uma franquia do restaurante de saladas rápidas Sweetgreen abriu em agosto de 2018 na base da torre.

### Proprietário
O 10 Hudson Yards era inicialmente propriedade dos desenvolvedores do Hudson Yards, a Related Companies e a Oxford Properties, em parceria com a Kuwait Investment Authority. Várias partes do edifício foram vendidas para inquilinos como condomínios de escritórios, com a Coach comprando seu espaço por US$ 750 milhões antes do início da construção. Em agosto de 2016, a Coach vendeu sua participação no prédio para a Allianz por US$ 420 milhões. O negócio deu uma participação à Allianz de 44% e o preço do edifício chegou a US$ 2,15 bilhões. Em maio de 2018, o Sistema de Aposentadoria de Professores de Ohio comprou uma participação de 20% no prédio por US$ 432 milhões.

## Galeria

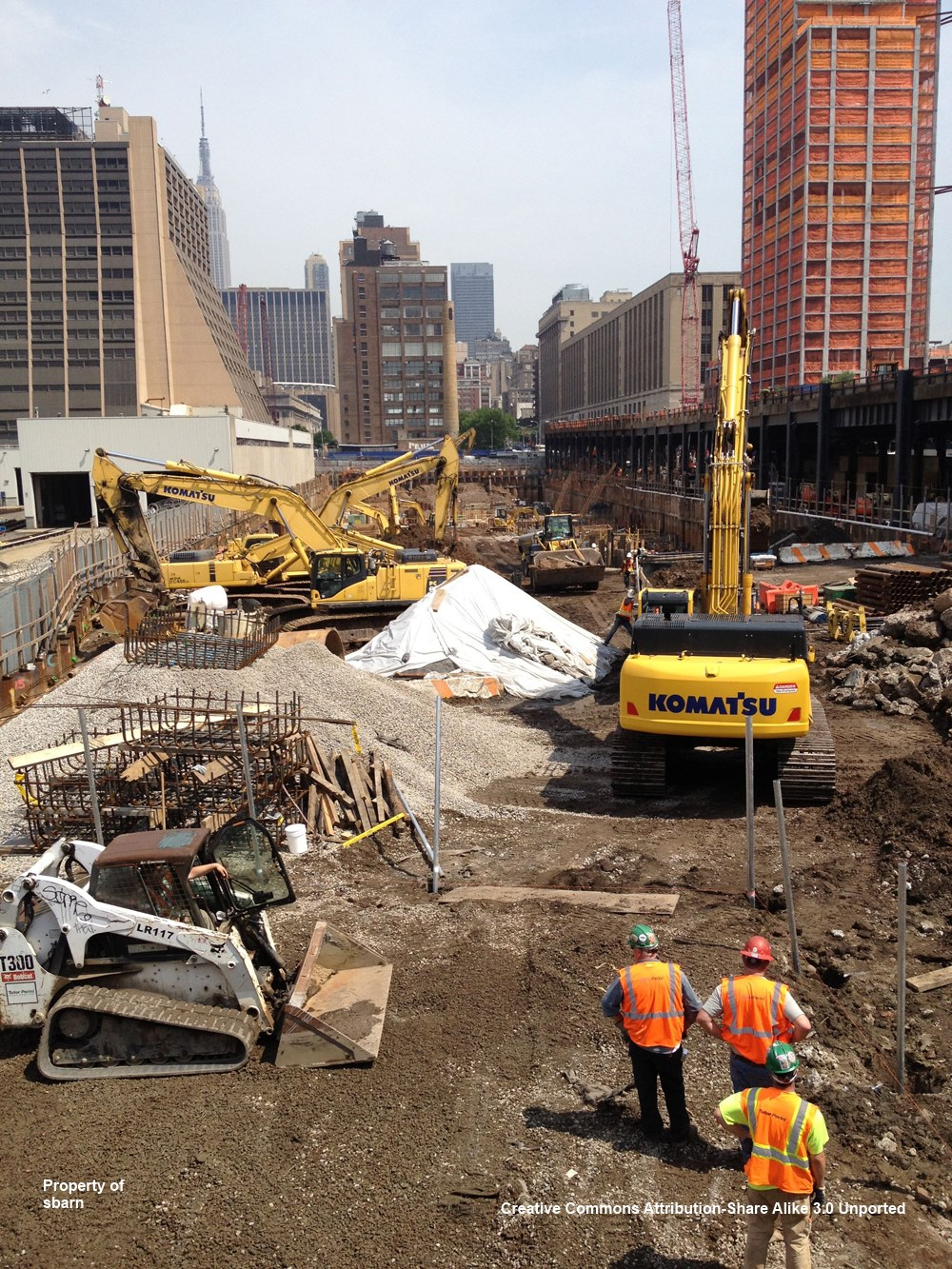
Em maio de 2013
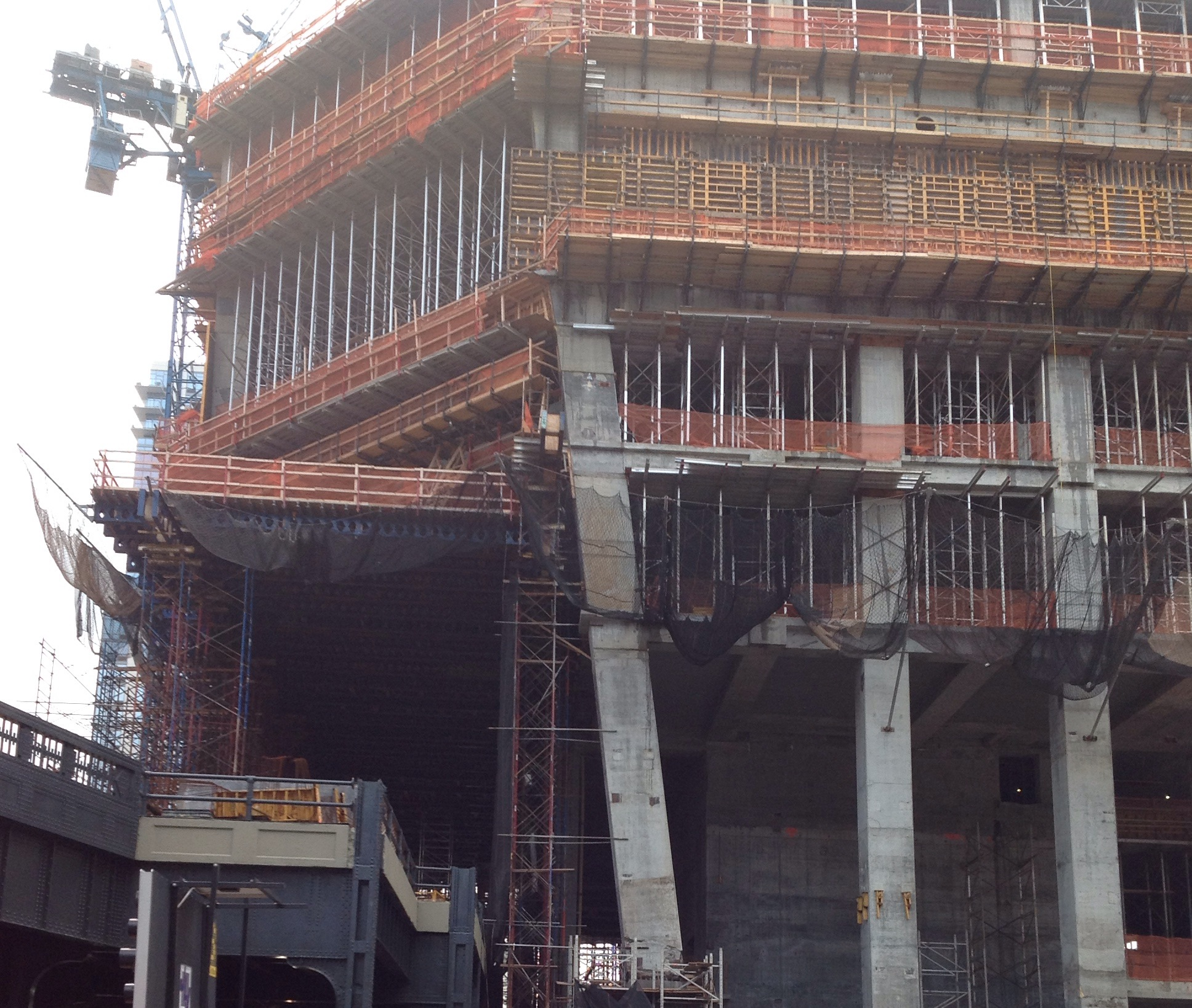
Em junho de 2014; destaque para as colunas da fachada leste
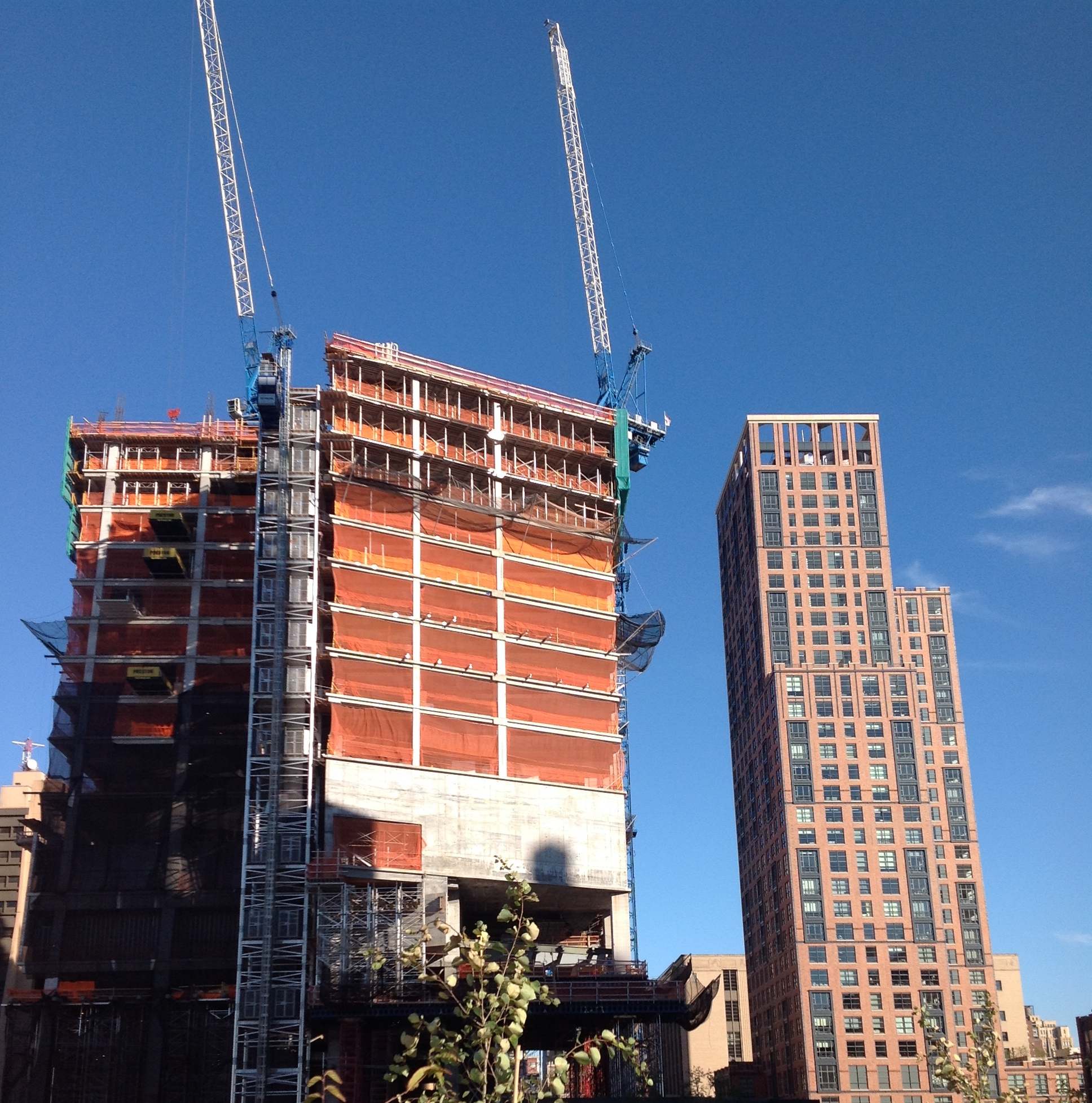
Em setembro de 2014
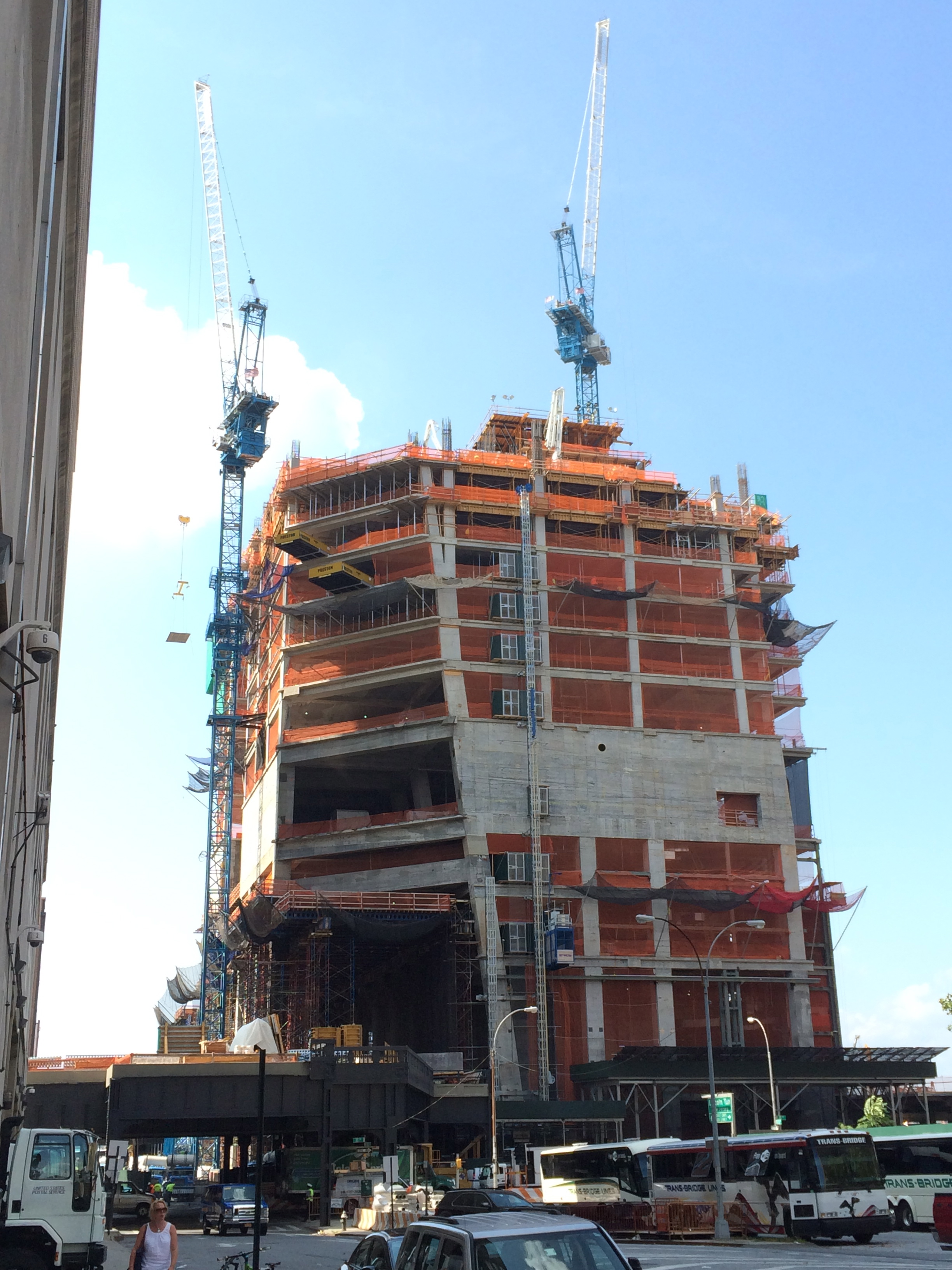
Em setembro de 2014, visto da 30th Street
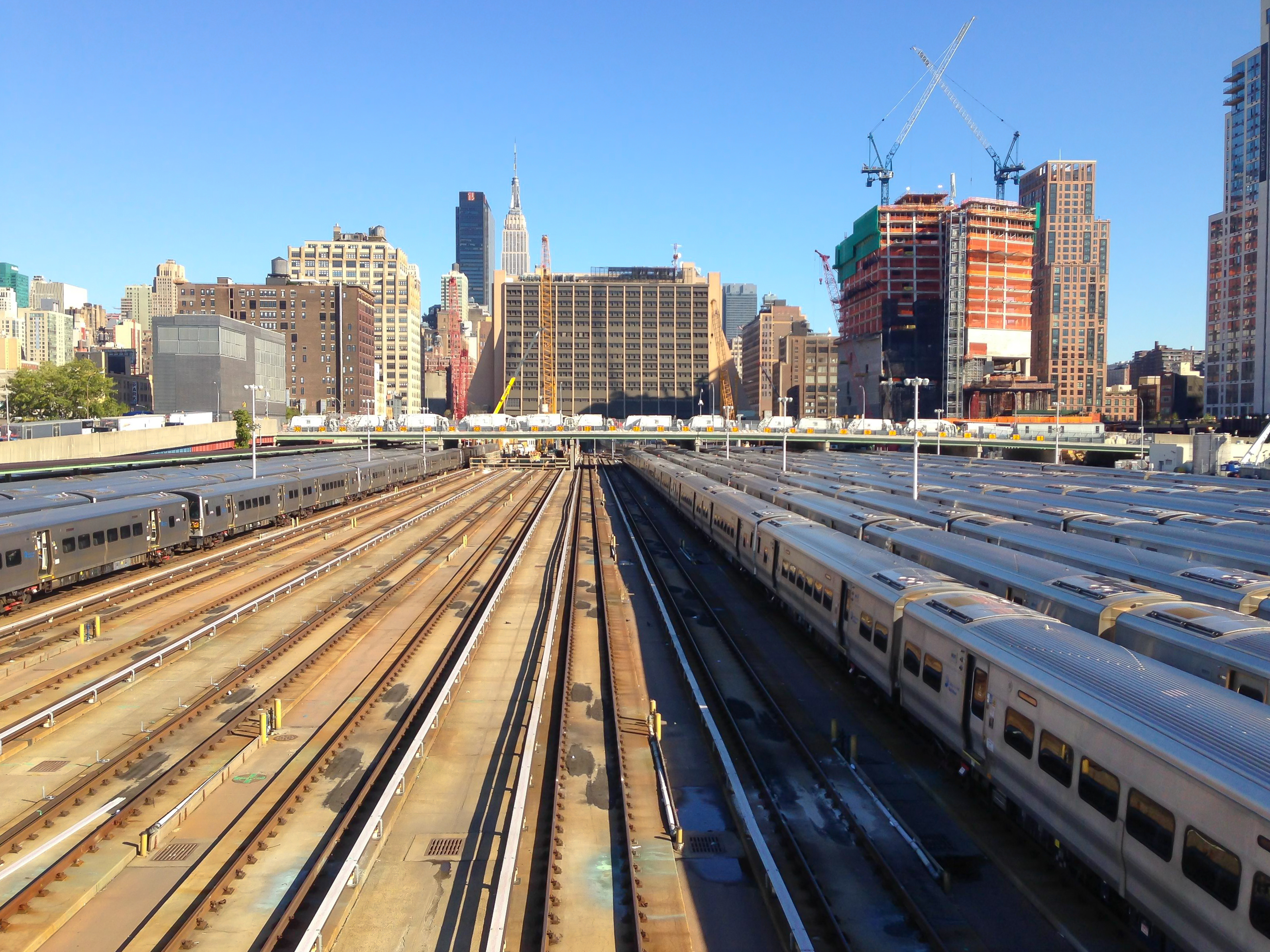
Em setembro de 2014, visto do pátio West Side
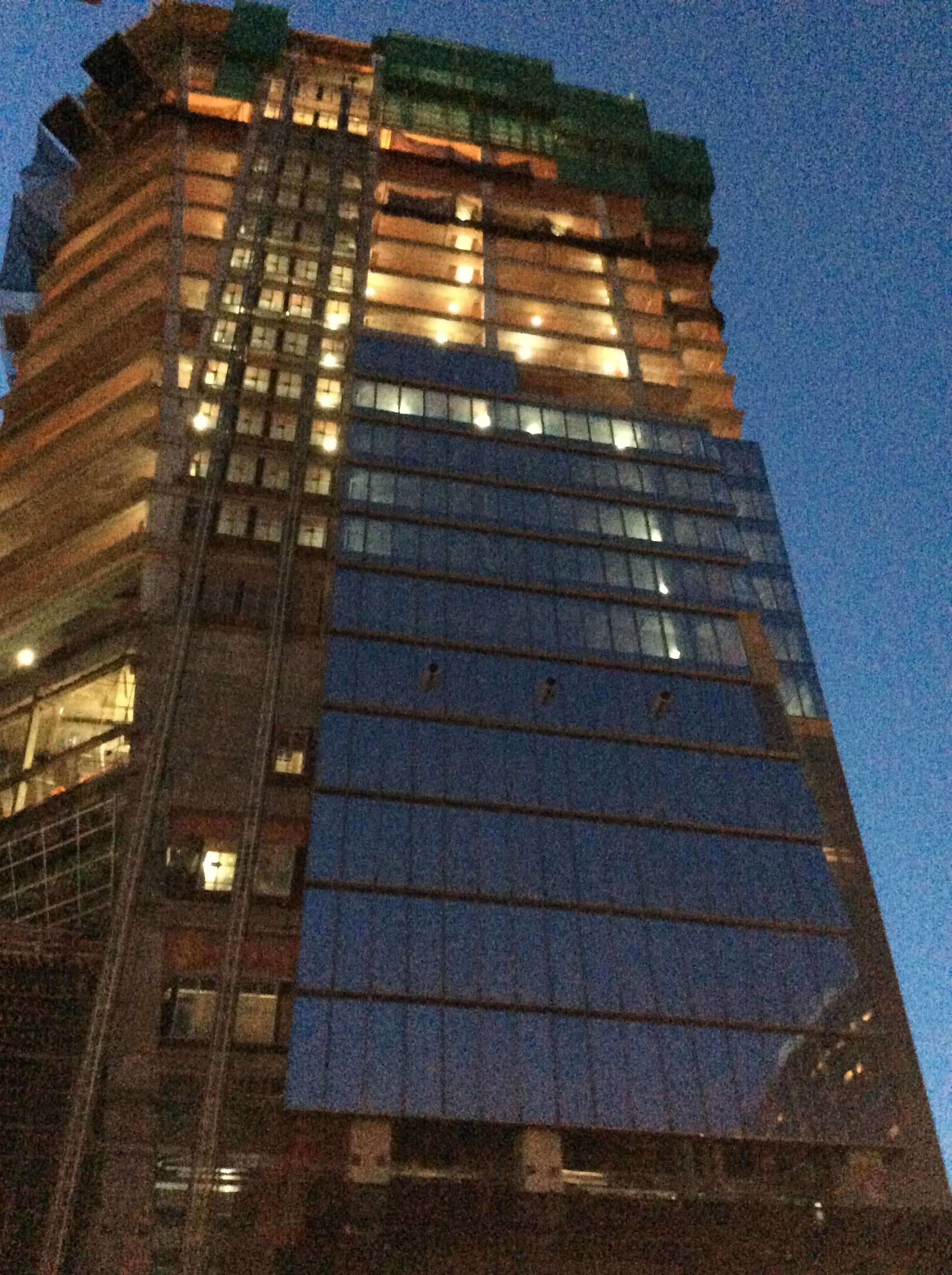
Em dezembro de 2014
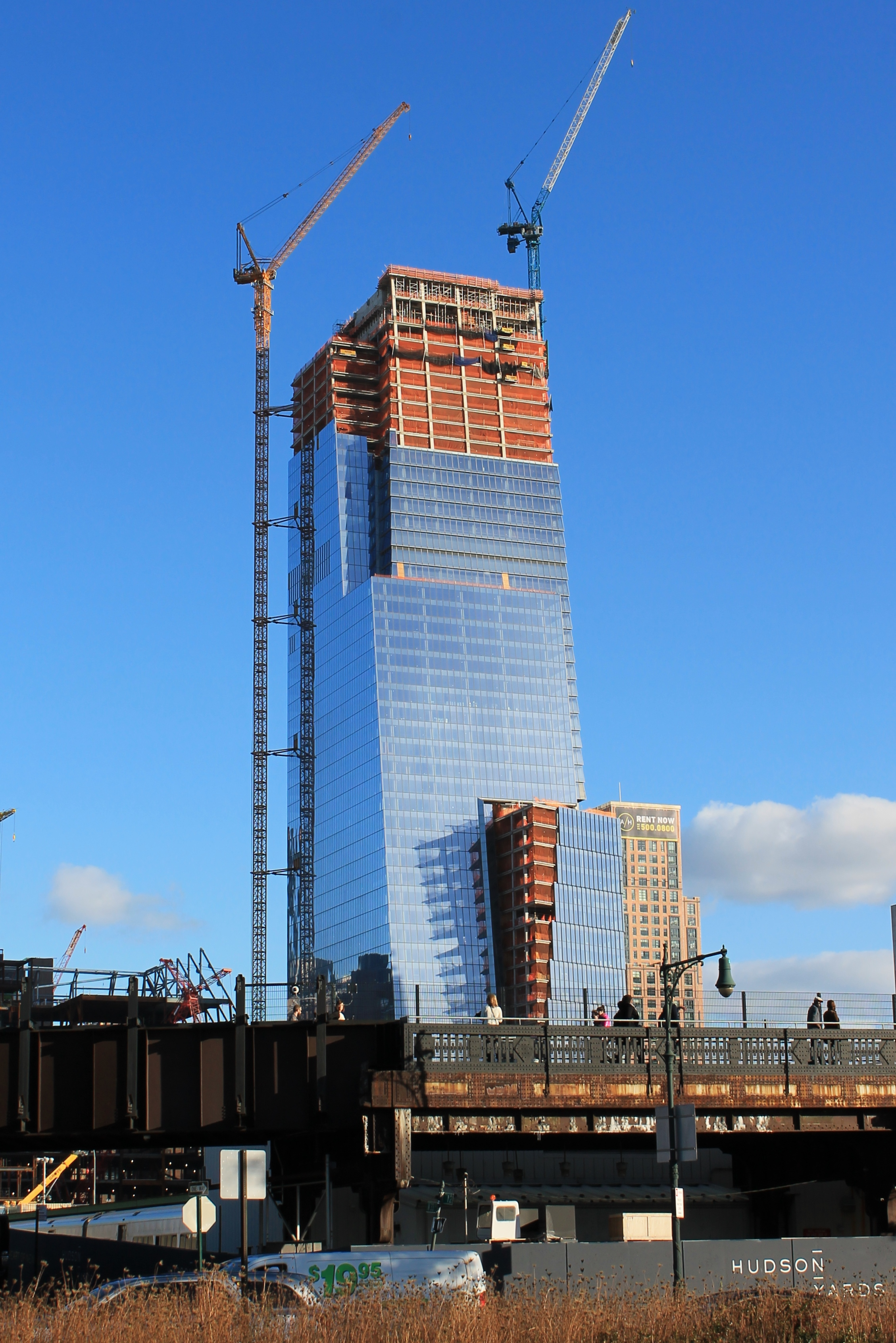
Em outubro de 2015
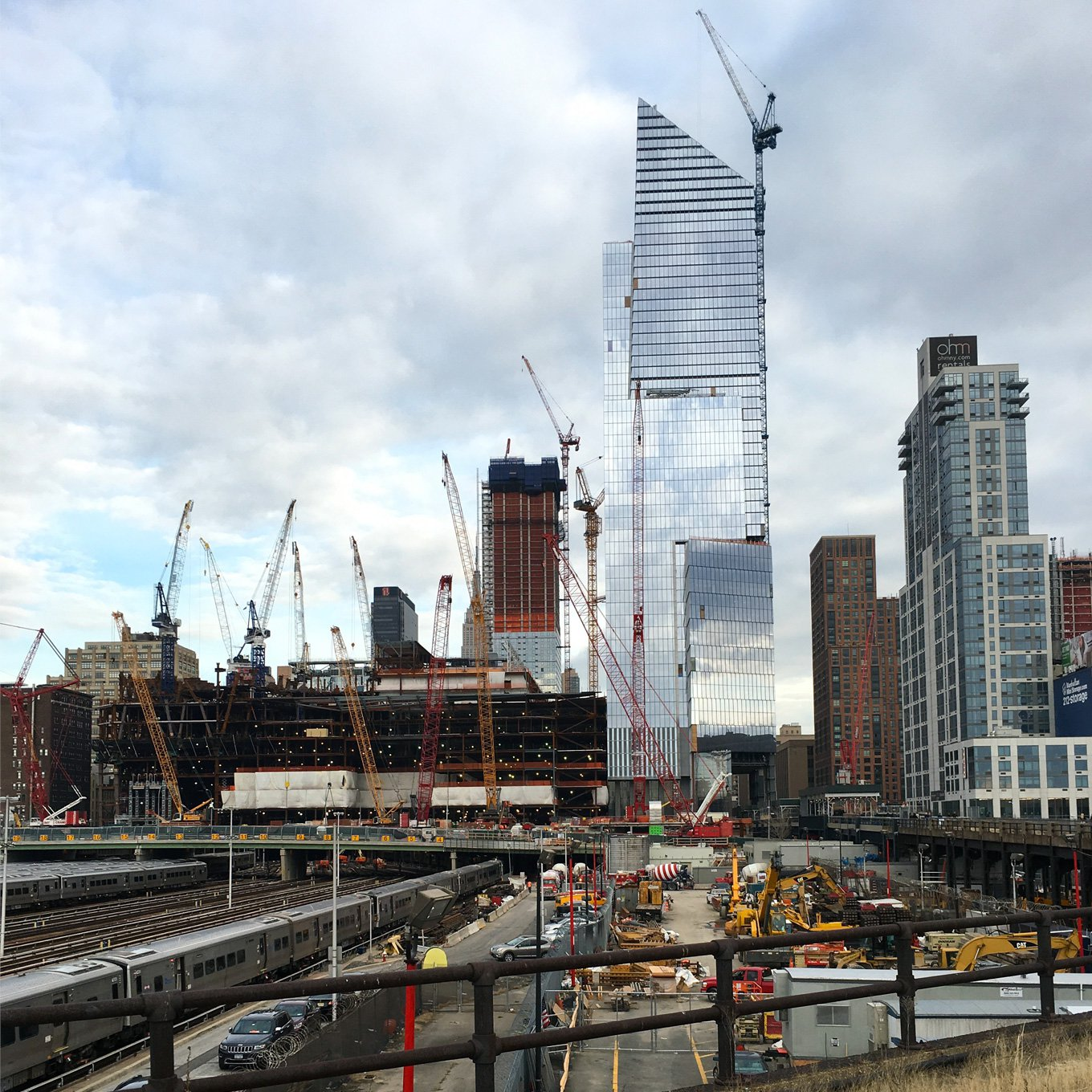
Em abril de 2016